# بيونيك كوماندو: إليات فورس
بيونيك كوماندو: إليات فورس (بالإنجليزية: Bionic Commando: Elite Forces)‏ ، هي لعبة فيديو إلكترونية من نوع منصات ، طورها ستوديو نينتندو سوفتوير تكنلوجي، ونشرها شركة نينتندو اليابانية سنة 1999م، وتعمل حصراً لنظام اللعبة المحمولة جيم بوي كولر ، وأعيد الإصدار الأصلي لمتجر فرتشويل كونسول سنة 2014م.

## مصدر
1. ↑  "Good Game Mondays #15: Bionic Commando Elite Forces GBC". مؤرشف من الأصل في 2016-04-18.